# Psychoda mimica
Psychoda mimica är en tvåvingeart som beskrevs av Quate 1996. Psychoda mimica ingår i släktet Psychoda och familjen fjärilsmyggor.
Artens utbredningsområde är Costa Rica. Inga underarter finns listade i Catalogue of Life.